# Joan Cornellà
Joan Cornellà (* 11. ledna 1981, Barcelona), celým jménem Joan Cornellà Vázquez, je karikaturista, ilustrátor a kreslíř. Známý je především pro svůj znepokojivý surrealistický a černý humor objevující se v kreslených seriálech.

## Biografie
V rodném městě vystudoval výtvarné umění. Jako absolvent Joan pracoval pro několik novin a publikací jako ilustrátor. Své kresby například uplatnil v těchto časopisech: La Cultura del Duodeno , El Periódico , Ara a El Jueves. Avšak jeho kresby si našly místo i v časopisu The New York Times.
Umělec čerpá inspiraci především od skupiny Monty Python, která založila komediální seriál Monty Pythonův létající cirkus (Monty Python's Flying Circus) , dále ve skečích a v dílech dalších kreslířů jako je např. Helge Reumann nebo Glen Baxter. Dále obdivuje také práci španělského karikaturisty Molga H. Joan má svůj specifický způsob, kterým se posouvá kupředu, avšak občas to zahrnuje agresivní chování, dočasnou slepotu nebo požití nedobrého jídla, což vede k mnoha halucinacím. Dodnes Joan tvoří, pracuje a žije v Barceloně. Celkově se o jeho soukromí mnoho neví.

## Práce
Cornellà se řadí svou tvorbou mezi tzv. transgresivní umělce (rok 2010). Jeho díla jsou často popisována jako urážlivá, znepokojivá a pobuřující společnost. Prostřednictvím vizuálního jazyka je Joan schopen pomocí satiry a černého humoru komentovat či představovat stránku lidské přirozenosti. Jeho díla zahrnují sociální média, politiku, chamtivost, třídy společnosti, potraty, sex, drogy, genderové otázky, kriminalitu, sadistické násilí, vraždy, sebevraždy, kanibalismus, rasismus, homofobii, amputace (jedno z nejčastějších témat), zdravotní postižení a jiné dysfunkce či deformace.
Jeho nadání si svět všiml kolem roku 2010, kdy vydal svou první knihu Abulio. S touto knihou vyhrál 3. cenu Josepa Colla v kategorii do 30 let. Začal také své příspěvky zveřejňovat na Facebooku či Instagramu, kde mu však byl přístup rychle odepřen, ale on si vždy našel cestu zpět. To mu však na slávě neubralo, ba naopak si postupně získával mnohem více a více příznivců. Jeho umělecká díla vnesou divákům myšlenku přímo do tváře. Jeho kresby jsou až provokující s humorem bijícím do očí, proto je třeba trocha cynismu či skepticismu.
„Myslím, že se všichni smějeme utrpení. Musíme vycházet z myšlenky, že když se smějeme, smějeme se někomu nebo něčemu. S empatií nebo ne, vždy existuje určitá míra krutosti. Přesto si uvědomuji, že kdyby se jeden z mých kreslených filmů stal v reálném životě, vůbec bych se nesmál “. – Joan Cornellà

## Styl kresby
Volí hlavně uklidňující, pěkné barvy, které se skvěle hodí k jeho kresbám a často vypadají jako z dětských knih. Častý rys u jeho děl je prázdný a chladný úsměv, především usměvavý muž, který již patří do jeho ochranných známek společnosti Cornellà.

## Knihy
- Abulio (2010)
- Fracasa Mejor (2012)
- Mox Nox[2] (2013)
- Zonzo[3] (2015)
- Sot [4](2016)
- Everyone dies alone [5](2019)